# ギャレット・アトキンス
ギャレット・バーナード・アトキンス（Garrett Bernard Atkins, 1979年12月12日 - ）は、アメリカ合衆国・カリフォルニア州オレンジ郡オレンジ出身の元プロ野球選手（三塁手）。右投右打。

## 経歴

### プロ入り前
1997年6月3日、MLBドラフト10巡目（全体300位）でニューヨーク・メッツから指名を受けたが、選手契約を結ばずにカリフォルニア大学ロサンゼルス校に進学した。

### プロ入りとロッキーズ時代
2000年6月5日、MLBドラフト5巡目（全体137位）でコロラド・ロッキーズから指名され、6月22日に選手契約を結んだ。入団後、A-級ポートランド・ロッキーズで早速69試合に出場し、打率.303・7本塁打・47打点という成績を残した。
2001年は、A+級セイラム・アバランチで打率.325を記録。
2002年は、AA級カロライナ・マドキャッツで自身初の二桁本塁打を放った。
2003年8月3日、メジャーデビューを果たした。この年は25試合に出場して打率.159・0本塁打・4打点という成績だった。また、守備面では三塁手としての試合出場が19試合しかないにもかかわらず、6失策・守備率.850という数字を記録してしまった。
2004年は、前年と比べて出場試合数が10試合減となったが、打率.357・1本塁打・8打点という数字を記録し、限られた出場機会で結果を残した格好となった。また、守備面では本職の三塁手として4試合に出場しただけでなく、一塁手及び左翼手としてもそれぞれ3試合ずつに出場している。また、この年は3つの異なるポジションを守ったが、無失策だった。
2005年は、三塁手のレギュラーに抜擢され、初めて規定打席をクリアした。打撃成績は、リーグ最多となる24併殺打を記録してしまったものの、打率.287・13本塁打・89打点という成績を残した。その活躍ぶりが評価され、シーズン終了後に実施されるルーキー・オブ・ザ・イヤーの投票では4位にランクインした。
2006年は、3試合目で打率が.300を超えてからは（.364）、一度も打率が.300を下回る事なくシーズンを終えた。この年は打率.329・29本塁打・120打点という数字を記録し、MVP投票で15位に入った。
2007年も、前年に引き続いて安定した打撃成績を記録。打率.301・25本塁打・111打点という成績を残し、いずれも2年連続で打率.300・25本塁打・110打点以上の数字を残した。チームはこの年、ワイルドカードによるプレーオフ進出を果たすと一気にナ・リーグを制し、当時のチームメイトだった松井稼頭央らと共にワールド・シリーズに進出。アトキンス自身も5番打者として第4戦でボストン・レッドソックスの岡島秀樹から2点本塁打を打つ等の活躍を見せたが、結局レッドソックスの前に涙をのんだ。
2008年は、3年連続となる20本塁打以上（21本）を記録したが、打率は.287に留まり、打点も100に1及ばない99に終わるなど、全体的に成績が低下した形となった。
2009年は、更なる打撃不振に苦しみ、126試合に出場したものの2005年以来4年連続でクリアしていた規定打席に及ばなかった。また、打撃成績は打率.226・9本塁打・48打点に終わり、レギュラー定着以降でいずれも自己最低の数字に終わった。

### ロッキーズ退団後
2010年は、メジャーデビュー以来プレーしてきたロッキーズを離れ、ボルチモア・オリオールズと1年契約した。6月27日にDFAとなり、7月6日に自由契約となった。
2010年12月23日にピッツバーグ・パイレーツとマイナー契約を結んだ。しかし、2011年3月に放出された。
その後は、野球界から遠ざかっている。

## 詳細情報

### 年度別打撃成績
| 年 度    | 球 団    | 試 合 | 打 席 | 打 数 | 得 点 | 安 打 | 二 塁 打 | 三 塁 打 | 本 塁 打 | 塁 打 | 打 点 | 盗 塁 | 盗 塁 死 | 犠 打 | 犠 飛 | 四 球 | 敬 遠 | 死 球 | 三 振 | 併 殺 打 | 打 率 | 出 塁 率 | 長 打 率 | O P S |
| -------- | -------- | ----- | ----- | ----- | ----- | ----- | -------- | -------- | -------- | ----- | ----- | ----- | -------- | ----- | ----- | ----- | ----- | ----- | ----- | -------- | ----- | -------- | -------- | ----- |
| 2003     | COL      | 25    | 73    | 69    | 6     | 11    | 2        | 0        | 0        | 13    | 4     | 0     | 0        | 0     | 0     | 3     | 0     | 1     | 14    | 1        | .159  | .205     | .188     | .393  |
| 2004     | COL      | 15    | 33    | 28    | 3     | 10    | 2        | 0        | 1        | 15    | 8     | 0     | 0        | 0     | 1     | 4     | 0     | 0     | 3     | 0        | .357  | .424     | .536     | .960  |
| 2005     | COL      | 138   | 573   | 519   | 62    | 149   | 31       | 1        | 13       | 221   | 89    | 0     | 2        | 0     | 4     | 45    | 1     | 5     | 72    | 18       | .287  | .347     | .426     | .773  |
| 2006     | COL      | 157   | 695   | 602   | 117   | 198   | 48       | 1        | 29       | 335   | 120   | 4     | 0        | 0     | 7     | 79    | 6     | 7     | 76    | 24       | .329  | .409     | .556     | .965  |
| 2007     | COL      | 157   | 684   | 605   | 83    | 182   | 35       | 1        | 25       | 294   | 111   | 3     | 1        | 0     | 10    | 67    | 3     | 2     | 96    | 16       | .301  | .367     | .486     | .853  |
| 2008     | COL      | 155   | 664   | 611   | 86    | 175   | 32       | 3        | 21       | 276   | 99    | 1     | 1        | 0     | 10    | 40    | 0     | 3     | 100   | 20       | .286  | .328     | .452     | .780  |
| 2009     | COL      | 126   | 399   | 354   | 37    | 80    | 12       | 1        | 9        | 121   | 48    | 0     | 0        | 0     | 2     | 41    | 2     | 2     | 58    | 8        | .226  | .308     | .342     | .650  |
| 2010     | BAL      | 44    | 152   | 140   | 5     | 30    | 7        | 0        | 1        | 40    | 9     | 0     | 0        | 0     | 0     | 12    | 0     | 0     | 30    | 7        | .214  | .276     | .286     | .562  |
| MLB：8年 | MLB：8年 | 817   | 3273  | 2928  | 395   | 835   | 169      | 7        | 99       | 1315  | 488   | 8     | 4        | 0     | 34    | 291   | 12    | 20    | 449   | 94       | .285  | .350     | .449     | .799  |

- 各年度の太字はリーグ最高

### 背番号
- 27 (2003年 - 2009年)
- 25 (2010年)